# Jules Brabant
Pour les articles homonymes, voir Brabant.
Jules Eugène Amédée Brabant, né le 14 janvier 1814 à Cambrai (Nord) et mort le 15 avril 1891 dans la même ville, est un industriel et homme politique français.

## Biographie
D'une famille de notables du textile valenciennois et cambrésiens, Jules Brabant est le fils d'Antoine Celestin Brabant et d'Agnès Clotilde Hurez. Il est le beau-frère de Gabriel Lecreps et le beau-père de Edmond-Louis-Marie de Martimprey.
Manufacturier et industriel, il est président de la Compagnie des mines de l'Escarpelle et juge suppléant au tribunal de commerce. 
Il devient maire de Cambrai de 1865 à 1870 et est élu, le 8 février 1871, représentant du Nord à l'Assemblée nationale. 
Il siégea au centre droit monarchiste et vota pour la paix, pour les prières publiques, pour le pouvoir constituant de l'Assemblée, contre le retour du Parlement à Paris, pour la démission de Thiers, pour le septennat, pour la loi des maires, contre l'amendement Wallon et contre l'ensemble des lois constitutionnelles. 

## Sources
- « Jules Brabant », dans Adolphe Robert et Gaston Cougny, Dictionnaire des parlementaires français, Edgar Bourloton, 1889-1891 [détail de l’édition]
- Jean-Pierre Florin, Les parlementaires du Nord-Pas-de-Calais sous la IIIe République, 2018